# سینما پامیر
سینما پامیر سینمایی دولتی در مرکز شهر کابل افغانستان است. ساختمان آن از معدود ساختمان‌هایی است که از دوره شوروی به جا مانده‌است.
در دورهٔ دولت جمهوری دموکراتیک افغانستان، در این سینما فیلم‌های سوسیالیستی نمایش تمام‌وقت داشت و موج مردم را به سالن سینما می‌کشاند که تا نیمه شب ادامه داشت.
در جنگ‌های کابل که بیشتر خانه‌های اطراف ویران شدند، ساختمان بتنی این سینما پابرجا ماند.
امروزه وزارت مالیه افغانستان این سینما را اجاره داده و پولش را خود این وزارت می‌گیرد. هنوز در این سینما فلم نمایش داده می‌شود. بهای بلیط حدود پنجاه افغانی است و معمولاً افراد برای ورود به داخل سینما بازرسی می‌شوند.